# 39 (число)
39 (три́дцять де́в'ять) — натуральне число між 38 і 40

## Математика
- 239  =

- {\displaystyle (3\times 9)+(3+9)=39}

## Наука
- Атомний номер Ітрію

## Дати
- 39 рік; 39 рік до н. е.
- 1839 рік
- 1939 рік